# Jan de Jong
Jan de Jong (ur. 10 września 1885 w Nes w archidiecezji Utrecht, zm. 8 września 1955 w Amersfoort) – holenderski duchowny katolicki, kardynał, arcybiskup Utrechtu.

## Życiorys
Studiował na Papieskim Uniwersytecie Gregoriańskim w Rzymie i na Papieskiej Akademii Św. Tomasza z Akwinu w Rzymie i tam uzyskał doktorat z filozofii i teologii. Święcenia kapłańskie przyjął 15 sierpnia 1908 roku w Rzymie. Po święcenia kapłańskich zajął się pracą duszpasterską Amersfoort. Został wykładowcą seminarium duchownego w Rijsenburg a później rektorem tego seminarium. W 1933 roku został kanonikiem kapituły katedralnej w Utrechcie. 3 sierpnia 1935 roku Pius XI mianował go arcybiskupem tytularnym Rusio i biskupem koadiutorem z prawem następstwa archidiecezji Utrecht. Sakrę biskupia otrzymał 12 września 1935 roku w archikatedrze metropolitalnej Utrechtu z rąk Pieter Adriaan Willem Hopmans biskupa Bredy. 6 lutego 1936 roku przejął obowiązki arcybiskupa metropolity Utrechtu. Na konsystorzu 18 lutego 1946 roku Pius XII wyniósł go do godności kardynalskiej z tytułem prezbitera San Clemente. Zmarł w Amersfoort.
Został odznaczony m.in. Orderem Lwa Niderlandzkiego.